# Heriaecini
Heriaecini Simon, 1903 è una tribù di ragni appartenente alla famiglia Thomisidae.

## Distribuzione
I quattro generi oggi noti di questa tribù sono diffusi in varie zone: Heriaeus, il principale, nella regione paleartica; Zygometis in Australia e nell'Asia sudorientale; Herbessus è endemico del Madagascar, mentre Wechselia lo è dell'Argentina.

## Tassonomia
A dicembre 2013, gli aracnologi riconoscono quattro generi appartenenti a questa tribù:
- Herbessus Simon, 1903 - Madagascar
- Heriaeus Simon, 1875 - regione paleartica, Africa
- Wechselia Dahl, 1907 - Argentina
- Zygometis Simon, 1901 - dalla Thailandia all'Australia, isola Lord Howe